# حالة الطبيعة
حالة الطبيعة هي مفهوم يستخدم في الفلسفة الاخلاقيه والسياسية، ونظريات العقد الاجتماعي، والقانون الدولي للدلالة على الظروف الافتراضية لما كانت حياة الناس عليه قبل ان تصبح المجتمعات موجودة.
ويستنتج فلاسفة دوله الطبيعة انه يجب ان يكون هناك وقت قبل وجود المجتمعات المنظمة، بالتالي فان هذا الافتراض يثير تساؤلات مثل: «كيف كانت الحياة امام المجتمع المدني؟»؛ «كيف خرجت الحكومة لأول مره من هذا الموقف المنطلق؟»؛ «ما هي الأسباب الافتراضية لدخول دوله المجتمع بإنشاء دولة قوميه؟».
في بعض صيغ من نظرية العقد الاجتماعي، لا توجد واجبات في دوله الطبيعة، هنالك حريات فقط، والحرية تكون كالعقد الذي ينشئ الحقوق والتزامات. في إصدارات أخرى يحدث العكس: ويفرض العقد قيودا علي ألأفراد الذين يحدون من حقوقهم الطبيعية.
وتجري حاليا دراسة المجتمعات القائمة قبل أو بدون دوله سياسيه في مجالات مثل تاريخ العصر الحجري القديم، والمجالات مثل علوم الانسان والعلوم الفرعية للآثار، واوعلوم الإنسان الصقافية الثقافية والاجتماعية، وعلم الأجناس، التي تحقق في الاجتماعية هياكل ذات صله بالسلطة للشعوب الاصليه وغير المتصلة بها التي تعيش في المجتمعات القبلية.

## البعــد الإجرائي
يتمثل البعد الإجرائي لحالة الطبيعة، في بعدها الفرضي الذي يحاكم طبيعة النتائج. معنى ذلك يتحقق، عندما استطاع البعد التاريخي أن يقوض أسس المجتمع المدني اجرائيا، وليس في الكشف عن طبيعة تشكلاته الأولى فقط، وإنما في التطلع إلى أسس جديدة، وهذه هي قوة الجانب الإجرائي. إذ أنّ فكرة الاجتماع التعاقدي الحقيقي (المراهن عليه سواء في المجتمعات اللاديمقراطية أو الديمقراطية نفسها) ليس فرضية مستبعدة، أو اعتقادا ساذجا بأن الناس اجتمعوا وناقشوا شروط الحكم القويم، فخلصوا إلى مجموعة من القوانين التي توحد بينهم. ليس الأمر بهذا الطابع الشخصي، وبهذه البساطة في النقاش حول التدابير السياسية التي يمكن اتخادها لتدبير شؤون الأفراد، بقدر ما هي توظيف الطبيعة الإجرائية التي يتم من خلالها صياغة القوانين، وبالتالي إعادة أصولها لقاعدة الهرم (الإرادة العامة)، عوض رأسه الذي أصبح في العقد يعكس تلك القوانين فقط.
إذا كانت حالة الطبيعة ليس قبولا بشروط الواقع، أو تبريرا للملَكية والملْكية، أو للحاكم المستبدّ، بقدر ماهي أفق ينبغي السعي وراء تحقيقه، فإن الرجوع إلى الوضعية الأصلية كفيل بالبحث عن شروط جديدة، وتقويض للأسس الراهنة، من خلال الشك في جميع الآراء التي تداولت بيننا على أنها حقائق، والمنجزات البشرية التي كان يبجلها الإنسان على أنها ذات نفع عظيم. استطاع البعد الإجرائي اذن أن يقوم بمسح الطاولة، وتعليق الأحكام السياسية، لإعادة تحديد مبادئها من جديد. هو إذ وضع المجتمع المدني بين قوسين، فليس للقطع معه، بعد اكتشاف أسسه، ومن تمّة العودة الرومانسية لحالة الطبيعة، بل هي عودة متعقّلة لتلك الحالة، وفي سياق محايث للراهن السياسي، بحيث استثمره كذلك في بناء عقد اجتماعي. هذ الرجوع مثلا لم يجعل روسو ينادي بالفرد المتفرد، الذي يتحرر من كل القيود، كحالته في الطبيعة، بل إعادة تنظيم شروط حياة الفرد داخل المجتمع، وإعطاء القيمة للقوانين والمصلحة العامة، وتنظيم الملكية، وليس الدعوة إلى مشاعة جديدة.

## رأي جان جاك روسو
عودة روسو إلى حالة الطبيعة جعلتنا نقرّ بحرية الإنسان، والمساوة بين بني جنسه التي تمّ استنباطها، ومن تعداها فإنما تعدى على حقّ، بقوّة غير مشروعة. هذه المشروعية المزيفة قصد روسو في الفصل الثالث من عقده الاجتماعي إلى إبطالها، وتوضيح العلاقة المتنافرة بين القوّة والحقّ التي لا تؤسس لشيء ثابت، يضمن الحق لجميع الأفراد. بناء على هذا الفصل يصبح أساس الحق هو القانون التي وافقت عليه الإرادة العامة، وليس مصادرة حرية الآخر بالقوّة. كما هو حال المجتمع المدني، وحال مدننا وأزماننا كذلك. هذا التقويض يعيد مساءلة ملكية الأرض التي أرست قواعد التفاوت، وطبيعة القوانين التي شرّعت له ذلك، حين لم تستند على موافقة من الجنس البشري بأجمعه، وبالتالي إعادة التفكير من جديد في هذه الأسس والمفاهيم.

## رأيجون لوك
جون لوك، الذي وظف فرضية حالة الطبيعة كذلك، فلم يدفع بهذا المسح نحو حدوده المطلقة، على الرغم من إقراره بالحرية كحق فطري للإنسان. نجد هذه الحدود في المِلْكية التي أقر بها، من خلال حجّته بأنّ من حقّ الفرد أن يمتلك ما عمل عليه، وما كان من كدّه وعرق جبينه، فـ"الماء الجاري في الينابيع ملك لكل إنسان، ولكن من يشك أنّ الماء في الجرّة ملك لمن استقاه؟وهذا يعني أنّ الأرض والخيرات تصبح ملكا لي، لأني قمت بجهد لأجلها، وليس أخذ موافقة صريحة من الناس جمعاء، هي التي من شأنها أن تشرعن لي ذلك، بل هو العمل. تراجعت حال التناسب التي تكون فيها الطبيعة أمّا ترضع البشرية، لينوب عمل الإنسان عنها، وبالتالي كان من يعمل يملك، إضافة إلى اعتباره حرا (من مبادئ الليبرالية). لذلك لم يكن الانتقال عند لوك، بمعنى مسح الطاولة، وإنما تثبيت القوانين، والحفاظ على الملكية والحرية مع تقنينهما، وعدم خرق تلك القوانين لأن الأمر ليس كالمشاع، وتقييد سلطة الحكم الملكي، مع الفصل بين السلطة الأبوية والملكية؛ أي بين خلق آدم وحقه في الحكم.